# Mohammed Shia' Al Sudani
Mohammed Shia' Sabbar Al Sudani (in arabo محمد شياع السوداني‎?; Baghdad, 1970) è un politico iracheno.

## Biografia
Di etnia araba, laureato in Scienze agrarie presso l'Università di Baghdad, nella sua carriera politica ha ricoperto molte cariche istituzionali: sindaco di Amara, governatore della provincia di Maysan, dal 2010 al 2014 ha ricoperto la carica di ministro dei diritti umani nell’esecutivo di Nuri al-Maliki. Nell’ottobre 2022 è stato nominato premier del Paese dal neoeletto presidente del Paese Abdul Latif Rashid.